# Ringelschwanzziesel
Der Ringelschwanzziesel (Notocitellus annulatus, Syn.: Spermophilus annulatus) ist eine Hörnchenart aus der Gattung Notocitellus. Er kommt ausschließlich im Bereich der Pazifikküste im westlichen Mexiko vor.

## Merkmale
Der Ringelschwanzziesel erreicht eine Kopf-Rumpf-Länge von etwa 20,9 bis 22,1 Zentimetern und eine Schwanzlänge von 20,7 bis 21,5 Zentimetern, das Gewicht beträgt etwa 200 bis 390 Gramm. Der Schwanz ist damit für ein Erdhörnchen vergleichsweise lang mit einer Länge, die mehr als 90 % der Kopf-Rumpf-Länge entspricht. Beide Arten der Gattung haben einen schwarzgrau gesprenkelten Rücken, der sich aus der schwarz-blassschwarzen Bänderung der Rückenhaare ergibt. Im Gesicht, Nacken und am Schwanz besitzen die Tiere eine rötliche Färbung. Das Fell ist rau im Vergleich zu dem eher weichen Fell anderer Erdhörnchengattungen. Der Körper ist lang und schlank, der Schwanz ist schmal und nur leicht buschig und entspricht eher dem der Baumhörnchen als dem anderer Erdhörnchen.
Von dem sehr ähnlichen, jedoch etwas kleineren Tropischen Ziesel (Notocitellus adocetus) unterscheidet sich der Ringelschwanzziesel vor allem durch die etwas kräftigere, dunklere und mehr rötliche Fellfärbung, die größeren Ohren und die längere und schmalere Schnauze. Er besitzt zudem deutliche helle Schwanzringe.

## Verbreitung

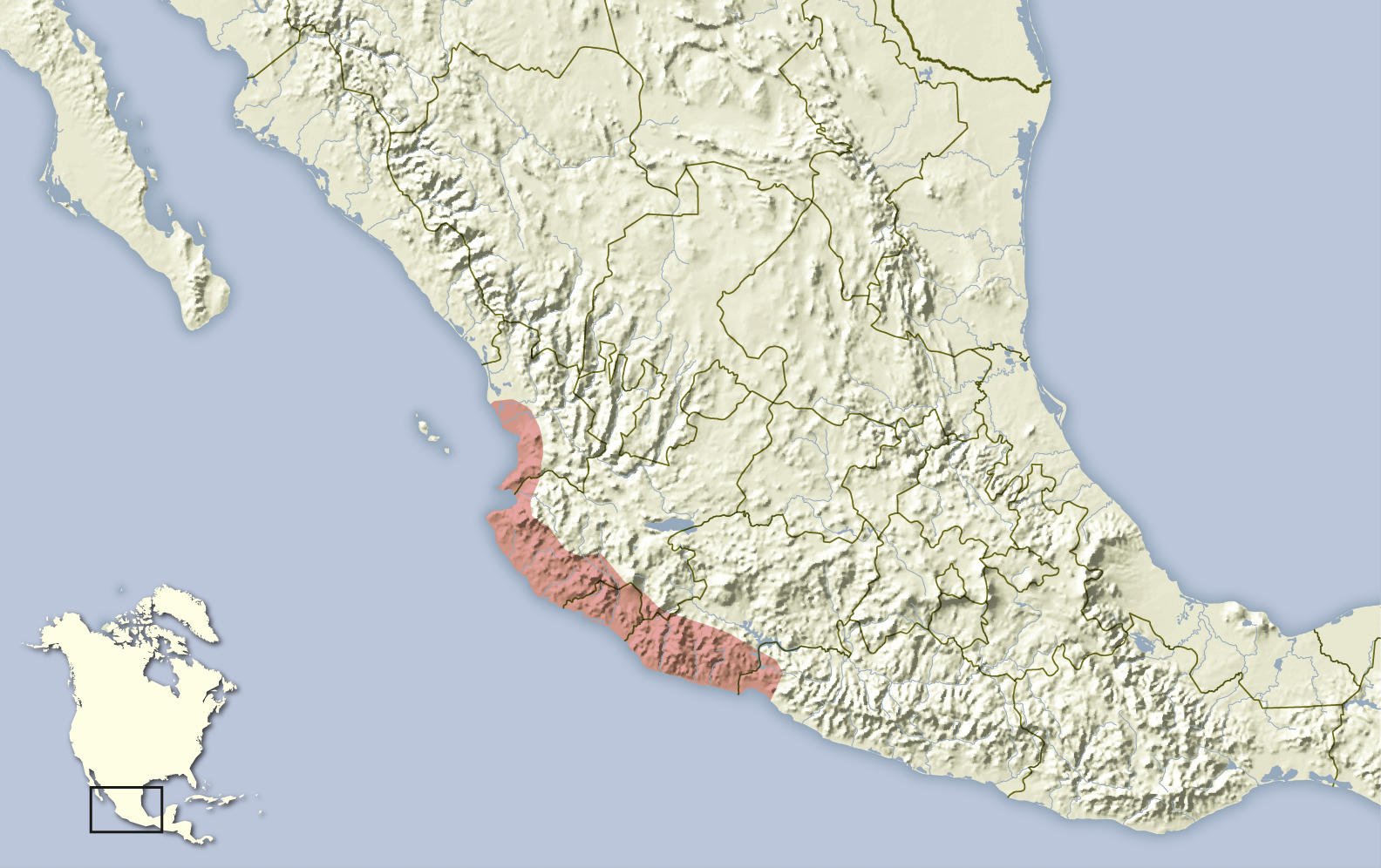
Verbreitungsgebiet des Ringelschwanzziesels

Der Ringelschwanzziesel kommt nur im Bereich der Pazifikküste im westlichen Mexiko vor, wo er entsprechend endemisch ist. Das Verbreitungsgebiet beinhaltet Teile der mexikanischen Bundesstaaten Nayarit, Jalisco, Colima, Michoacán und das nördliche Guerrero. Die Höhenverbreitung reicht bis etwa 1200 Meter.

## Lebensweise
Der Ringelschwanzziesel lebt vor allem in trockenen Laubwäldern der Pazifikküste bis in Höhen von etwa 1200 Metern. Die natürliche Vegetation seines Lebensraumes besteht häufig aus Feigen, Ölpalmen, Acacia und Prosopis-Sträuchern. Der Ziesel lebt als Erdhörnchen am Boden und gräbt vor allem Baue in den sandigen bis steinigen Boden, kann jedoch auch Nester in Baumhöhlen anlegen. Er ist tagaktiv, sozial und über beinahe das gesamte Jahr aktiv; im Sommer mit den Höchsttemperaturen kommt es jedoch gelegentlich zu Ruhephasen. Die Tiere sind bei Verfügbarkeit von Samen primär granivor, ansonsten jedoch omnivor. Sie fressen vor allem verschiedene verfügbare Samen, Nüsse und Früchte sowie landwirtschaftlich angebaute Feldfrüchte. Die Tiere sind gute Kletterer und steigen in die Bäume, wo sie sich in der Regel in einigen Metern Höhe aufhalten. Die Tiere kommunizieren über hohe Rufe, wenn Menschen oder potenzielle Beutegreifer in der Nähe sind, und verstecken sich dann. Die Fortpflanzung findet in der Trockenzeit von Dezember bis Juni statt, über das Fortpflanzungsverhalten liegen jedoch kaum Angaben vor. Beutegreifer sind nicht bekannt, als Ektoparasiten wurden bisher nur Dasselfliegen der Gattung Cuterebra identifiziert.

## Systematik
Der Ringelschwanzziesel wird als eigenständige Art innerhalb der Gattung Notocitellus eingeordnet, die aus zwei Arten besteht und neben ihm noch den Tropischen Ziesel (Notocitellus adocetus) beinhaltet. Die wissenschaftliche Erstbeschreibung stammt von John James Audubon und John Bachman aus dem Jahr 1842, die die Art anhand von Individuen aus Manzanillo im Bundesstaat Colima beschrieben. Die beiden Arten wurden lange als Teil der Ziesel (Spermophilus) eingeordnet, nach einer umfassenden molekularbiologischen Untersuchung wird Notocitellus jedoch als eigenständige Gattung gemeinsam mit mehreren weiteren Gattungen betrachtet.
Innerhalb der Art werden gemeinsam mit der Nominatform zwei Unterarten unterschieden:
- Notocitellus annulatus annulatus: Nominatform; kommt im nördlichen Drittel des Verbreitungsgebietes von Nayarit bis Jalisco vor.
- Notocitellus annulatus goldmani: In den südlicheren Teilen des Verbreitungsgebietes von Jalisco bis Guerrero. Im Vergleich zur Nominatform ist die rötliche Färbung im Gesicht, Nacken und am Schwanz weniger intensiv ausgeprägt.

## Status, Bedrohung und Schutz
Der Ringelschwanzziesel wird von der International Union for Conservation of Nature and Natural Resources (IUCN) als „nicht gefährdet“ (least concern) eingeordnet. Begründet wird dies mit dem verhältnismäßig großen Verbreitungsgebiet, den angenommen großen Beständen und dem nur geringen Rückgang. Potenzielle bestandsgefährdende Risiken sind nicht bekannt.

## Belege
1. 1 2 3 4 5 6 7 8  Richard W. Thorington Jr., John L. Koprowski, Michael A. Steele: Squirrels of the World. Johns Hopkins University Press, Baltimore MD 2012; S. 291–292. ISBN 978-1-4214-0469-1
2. 1 2 3  Kristofer M. Helgen, F. Russell Cole, Lauren E. Helgen, Don E. Wilson: Generic Revision in the holarctic ground squirrels genus Spermophilus. Journal of Mammalogy 90 (2), 2009; S. 270–305. doi:10.1644/07-MAMM-A-309.1
3. 1 2 3  Notocitellus annulatus in der Roten Liste gefährdeter Arten der IUCN 2015-4. Eingestellt von: S.T. Álvarez-Castañeda, I. Castro-Arellano, T. Lacher, E. Vázquez, 2008. Abgerufen am 11. Januar 2016.
4. ↑  Spermophilus annulatus In: Don E. Wilson, DeeAnn M. Reeder (Hrsg.): Mammal Species of the World. A taxonomic and geographic Reference. 2 Bände. 3. Auflage. Johns Hopkins University Press, Baltimore MD 2005, ISBN 0-8018-8221-4.
5. ↑  Matthew D. Herron, Todd A. Castoe, Christopher L. Parkinson: Sciurid phylogeny and the paraphyly of holarctic ground squirrels (Spermophilus). Molecular Phylogenetics and Evolution 31, 2004; S. 1015–1030. (Volltext (Memento des Originals vom 17. April 2015 im Internet Archive)  Info: Der Archivlink wurde automatisch eingesetzt und noch nicht geprüft. Bitte prüfe Original- und Archivlink gemäß Anleitung und entferne dann diesen Hinweis., PMID 15120398)